# Foreign Policy
Foreign Policy est un magazine américain bimestriel créé en 1970 par Samuel Huntington et Warren Demian Manshel. 
Publié jusqu'à fin 2009 par la Fondation Carnegie pour la paix internationale à Washington, il est racheté par The Washington Post Company fin septembre 2009. 
Les thèmes centraux abordés par la revue sont les affaires étrangères et l'économie.

## Rédaction et ligne éditoriale
Les éditorialistes les plus prestigieux de son édition en langue anglaise sont Moisés Naím et William J. Dobson (en).
Depuis 2008, Susan Glasser assure les fonctions de rédactrice en chef (editor in chief et executive editor).
Foreign Policy soutient la candidate démocrate Hillary Clinton à l'approche des élections présidentielles américaines de 2016, les éditeurs du journal écrivant : « Une présidence de Donald Trump est l'une des plus grandes menaces auxquelles l'Amérique est confrontée, et le porte-drapeau républicain est le pire candidat d'un grand parti pour le poste dans l'histoire des États-Unis ». C'est la première fois en 50 ans d'histoire que le magazine prend position pour un candidat.

## Versions
Il existe plusieurs autres versions de Foreign Policy à travers le monde, structurellement liées à l'édition américaine et reprenant une partie de celle-ci dans des éditions localisées : en albanais, en arabe, en espagnol (versions destinées à l'Argentine et l'Espagne), en bulgare, en coréen, en portugais et en roumain.
Les éditions en ligne de Foreign Policy dépendent de The Washington Post Company au travers de sa filiale The Slate Group (en).